# Like a Rolling Stone
（参考译名《像一块滚石》）是美国唱作人鲍勃·迪伦的一首歌曲，以单曲形式发行于1965年。该曲标志着迪伦的形象由民谣歌手转变为摇滚明星，被公认为是二战后流行乐领域最有影响力的歌曲之一。无数艺人及团体翻唱了这首歌，包括吉米·亨德里克斯体验乐队、滚石乐队、鲍勃·马利与哭泣者乐队和绿日乐队等。2014年，迪伦的歌词手稿以二百万美元的价格拍卖成交，创下流行音乐手稿售价的世界纪录。